# Buruienești, Iași
Buruienești este un sat în comuna Bivolari din județul Iași, Moldova, România.